# هيرومي كوجيما
هيرومي كوجيما (باليابانية: 小島 宏美) (12 ديسمبر 1977 في نوغاتا في اليابان – )؛ هو لاعب كرة قدم ياباني سابق كان يلعب كلاعب وسط. سبق له أن لعب مع منتخب اليابان.

## مسيرته الكروية
لعب هيرومي كوجيما خلال مسيرته الاحترافية مع 6 أندية في خمسة عشر موسمًا وسجل خلالها 56 هدفًا ضمن 251 مباراة. ولم يفز بأي موسم بالكأس أو بالدوري.
خاض هيرومي كوجيما مسيرته مع نادي غامبا أوساكا في موسم 1996 ليلعب معه ستة مواسم، مشاركًا في 131 مباراة سجل خلالها 36 هدفًا. ثم انتقل إلى نادي أوميا أرديجا ما بين عامي 2002 و2003 لمدة موسم واحد، حيث شارك في 11 مباراة سجل خلالها 3 أهداف. لينتقل بعدها إلى نادي فيسيل كوبه في موسم 2003 واستمر معه طيلة ثلاثة مواسم، مشاركًا في 38 مباراة سجل خلالها هدفين. ثم انتقل إلى نادي إف سي غيفو في موسم 2006 واستمر معه طيلة ثلاثة مواسم، مشاركًا في 66 مباراة سجل خلالها 15 هدفًا.

## وصلات خارجية
- هيرومي كوجيما على موقع رابطة كرة القدم اليابانية للمحترفين (اليابانية)
- هيرومي كوجيما على موقع قاعدة بيانات كرة القدم.إي يو (الإنجليزية)
- هيرومي كوجيما على موقع ناشيونال فوتبول تيمز (الإنجليزية)
- هيرومي كوجيما على موقع Soccerway.com (الإنجليزية)
- هيرومي كوجيما على موقع عالم كرة القدم.نت (الإنجليزية)

- National Football Teams
- Japan National Football Team Database